# Adam de Sant Víctor

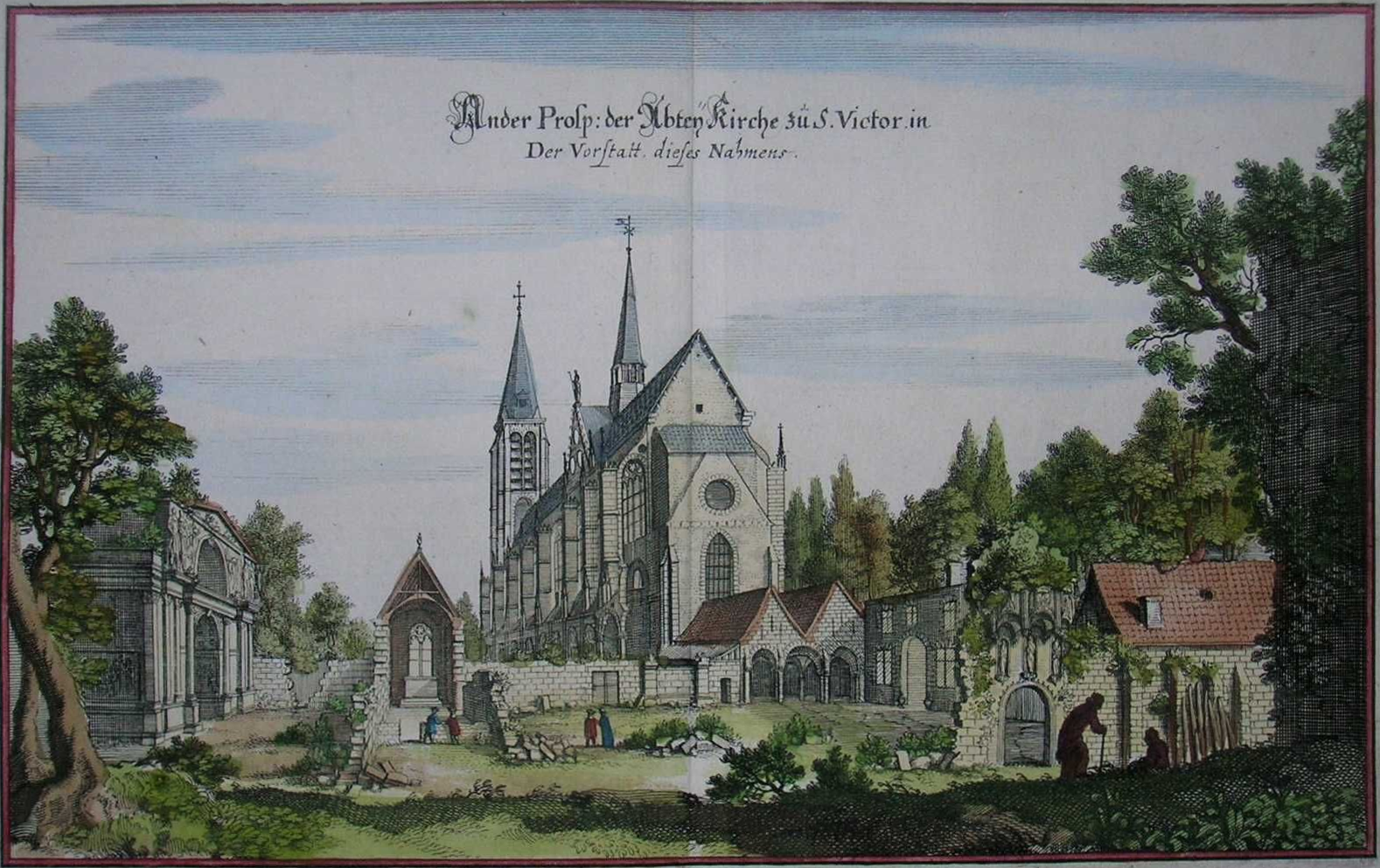
Abadia de Sant Víctor de París

Adam de Sant Víctor (París, darreria del segle xii - ibídem 1146) fou un prolífic poeta i compositor d'himnes i seqüències en llatí. També fou chantre de Notre-Dame de París. Es considera el millor i el més gran poeta litúrgic en llatí de l'edat mitjana.
Durant molt temps se'l ha confós amb un altre victorí, Adam le Breton, que morí a finals del mateix segle (1192).
Va escriure obres poètiques molt celebrades, i a més, dues sobre afers bíblics: Summa Britonis, seu de Difficilibus vocabulis in Bíblia contentis, Expositio super omnes prologos Bibliae. La primera es un diccionari en el que s'hi contenen i expliquen les paraules difícils de la Bíblia, destinat a servir de manual als novicis i als que comencen l'estudi de les Sagrades Escriptures. Allà s'hi troba exposada l'accepció etimològica i els sentits literal o místic en totes les significacions. Com l'autor confessa, és una compilació dels autors eclesiàstics que el precediren; i en efecte, més de cent manuscrits dels que l'autor diu en el pròleg, en vers, que va extreure de les Flores sanctorum, han estat aprofitades en aquella recopilació. En l'Expositio s'hi comenten històricament els pròlegs de Sant Jeroni, i té així mateix per destí instruir als principiants.
Dom Briol disputa a Adam la paternitat d'aquestes dues obres, atribuint la part filològica a Guillem el Bretó, equivocadament, per ser aquest escriptor d'època posterior al manuscrit 111 de Montpeller en què es recolza Dom Briol; és del segle xiii, i Guillem morí el 1356. Universalment es reconeix la Summa com obra d'Adam. És, amb tot, probable, segons el títol d'un d'aquests manuscrits, que el citat Guillem afegiria algun vocables francesos a l'obra d'Adam, que pren el títol de Vocavularium latino-gallicum. Respecte de les altres obres, com Adae Anglici super Marcum, ejusdem super Epistolam Pauli ad Hebraeos, Expositio super cantica, no existeix cap raó per atribuir-les seriosament a Adam.